# Bogusław Czajkowski
Bogusław Czajkowski (ur. 3 września 1929 w Ostrowie Wielkopolskim, zm. 5 lipca 2016) – polski dziennikarz i publicysta. 

## Życiorys
W czasie II wojny światowej był łącznikiem w trakcie powstania warszawskiego, a następnie więźniem niemieckiego, nazistowskiego obozu koncentracyjnego KL Stutthof. Pracował w Gazecie Poznańskiej (1948), Trybunie Wolności (1949–1951), Polskiej Kronice Filmowej (1952–1955), w latach 1955–1990 w Polskim Radiu, gdzie był dziennikarzem ekonomicznym i społecznym Programu 1 PR. Był między innymi wielokrotnym laureatem nagrody Przewodniczącego Komitetu ds. Radia i Telewizji za dokument historyczny (1963, 1975, 1978, 1986, 1988), a także laureatem Nagrody Stowarzyszenia Autorów ZAIKS za upowszechnianie pamięci narodowej z 1963 oraz nagrody Rady Ochrony Pamięci Walk i Męczeństwa za „Pamięć o Wrześniu 1939 roku” z 1979.
W 1979 został odznaczony Krzyżem Kawalerskim, w 1986 Krzyżem Oficerskim Orderu Odrodzenia Polski.
Pochowany na Cmentarzu Tworkowskim w Pruszkowie.

## Wybrana bibliografia
- Do grobowej deski... - portrety Sybiraków (nakładem autora, Warszawa, cop. 2005; ISBN 83-922304-0-X)
- Portret z pamięci (Zakład Narodowy im. Ossolińskich, Wrocław, 1971)
- Proces w Norymberdze (Krajowa Agencja Wydawnicza, Warszawa, 1976)
- Rodło (Krajowa Agencja Wydawnicza RSW "Prasa-Książka-Ruch", Warszawa, 1975)
- Śmierć może poczekać (Krajowa Agencja Wydawnicza, Rzeszów, 1983; ISBN 83-03-00181-7)